# Out (雜誌)
《Out》 （ISSN 1062-7928）是美國的一份LGBT時尚、娛樂與生活型態雜誌，亦為當地發行量最大的LGBT月刊。《Out》最初由其投資人羅伯特·哈德曼持有。2000年，雜誌被哈德曼出售給了LPI傳媒，並在之後由PlanetOut公司取得。2008年，PlanetOut公司將雜誌出售給了Here傳媒旗下的摄政娛樂傳媒公司。

## 外部連結
- Official website - www.out.com（页面存档备份，存于）
- Corporate website - www.heremedia.com（页面存档备份，存于）